# Wolfgang Bulfon

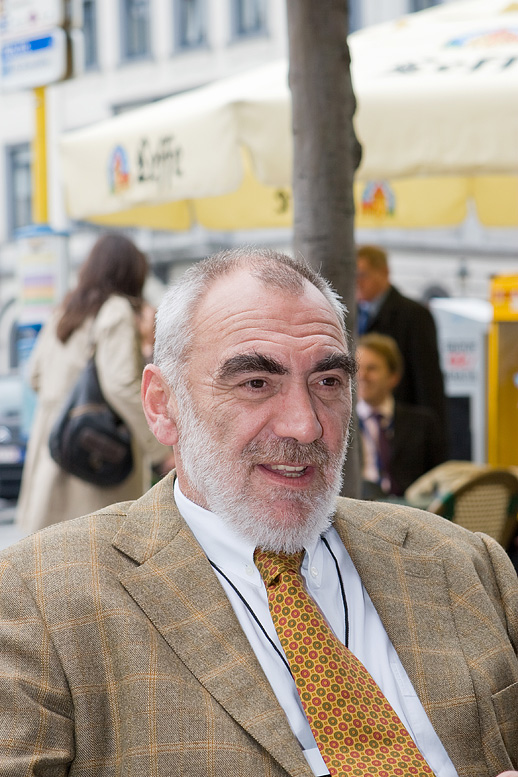
Wolfgang Bulfon, Brüssel 2007

Wolfgang Bulfon (* 2. Januar 1946 in Klagenfurt) ist ein österreichischer Politiker und Mitglied des Europäischen Parlaments für die SPÖ. Am 18. Januar 2007 rückte er für Maria Berger ins Europäische Parlament nach. Dort gehört er der Sozialdemokratischen Partei Europas an. 

## Leben und Wirken
Bulfon war 1966 bis 1968 als Journalist tätig, bevor er in die Gastronomie wechselte und von 1969 bis 2007 als Gastwirt und Hotelier arbeitete. 1979 bis 2004 war Bulfon Mitglied im Bezirksausschuss der Bezirksorganisation Villach der SPÖ. Ab 1995 war er Vorsitzender Stellvertreter des selbigen. Das Amt des SPÖ-Gemeindeparteiobmanns Velden am Wörther See hatte er von 1979 bis 1997 inne. Dem Kärntner Landtag gehörte er 2003 bis 2004 an. Neben seinen politischen Tätigkeiten war Bulfon zwischen 1993 und 2003 Vorsitzender des Kuratoriums des Kärntner Wirtschaftsförderungsfonds und saß von 1989 bis 2001 im Aufsichtsrat der Kärnten Werbung GmbH sowie ab 1995 bis 2007 im Aufsichtsrat der Veldner Tourismus GmbH.

## Funktionen als Mitglied des Europäischen Parlaments
- Mitglied im Ausschuss für regionale Entwicklung
- Mitglied in der Delegation für die Beziehungen zu den Ländern Südasiens
- Stellvertreter im Ausschuss für Binnenmarkt und Verbraucherschutz
- Stellvertreter in der Delegation für die Beziehungen zu Kanada

## Auszeichnungen
- 1995: Goldenes Verdienstzeichen der Republik Österreich
- 2003: Großes Ehrenzeichen des Landes Kärnten